# مینای دندان
مینای دندان (به انگلیسی: Tooth Enamel) رویی‌ترین قسمت دندان در کالبد دندان انسان است؛ همچنین سخت‌ترین عضو بدن از لحاظ استحکام می‌باشد و به عنوان یک پوشش کل تاج دندان را می‌پوشاند و در واقع چیزی که در دهان از یک دندان سالم مشاهده می‌کنیم همان مینای دندان است. ضخامت این لایه متغیر بوده و در بعضی جاها تا ۳ میلی‌متر می‌رسد. قسمتی از تاج دندان که در دهان قابل مشاهده و لمس است، مینا نامیده می‌شود؛ سایر قسمت‌های تاج در زیر مینا قرار دارند. مینای دندان همراه با عاج دندان ، ساروجه cementum و پالپ دندان dental pulp یکی از چهار بافت بزرگ تشکیل دهنده دندان که معدنی‌ترین و سخت‌ترین عضو در پیکر انسان است. این ماده معمولاً در بافت قابل مشاهده دندان قرار دارد و بیشتر قسمت‌های پاسداری شده توسط بخش پایه ای عاج و همه قسمت‌های تشریحی تاج را پوشش می‌دهد. این ماده همچنین در دندان‌های کوچک پوستی کوسه نیر یافت می‌شود.

## ساختار
۹۶٪ از مینا را مواد معدنی و ۴٪ باقی‌مانده را آب و مواد آلی تشکیل می‌دهند. 
این ماده، غنی‌ترین عضو بدن از نظر کلسیم است و ۹۵٪ آن ترکیبات کلسیم است. ۵۱٪ این بافت را مواد آلی و بقیه را آب تشکیل می‌دهد. مینا تمام سطوح خارجی هر دندان را می‌پوشاند و باعث حفاظت از آن می‌شود. (هیدروکسی آپاتیت)

## نگارخانه

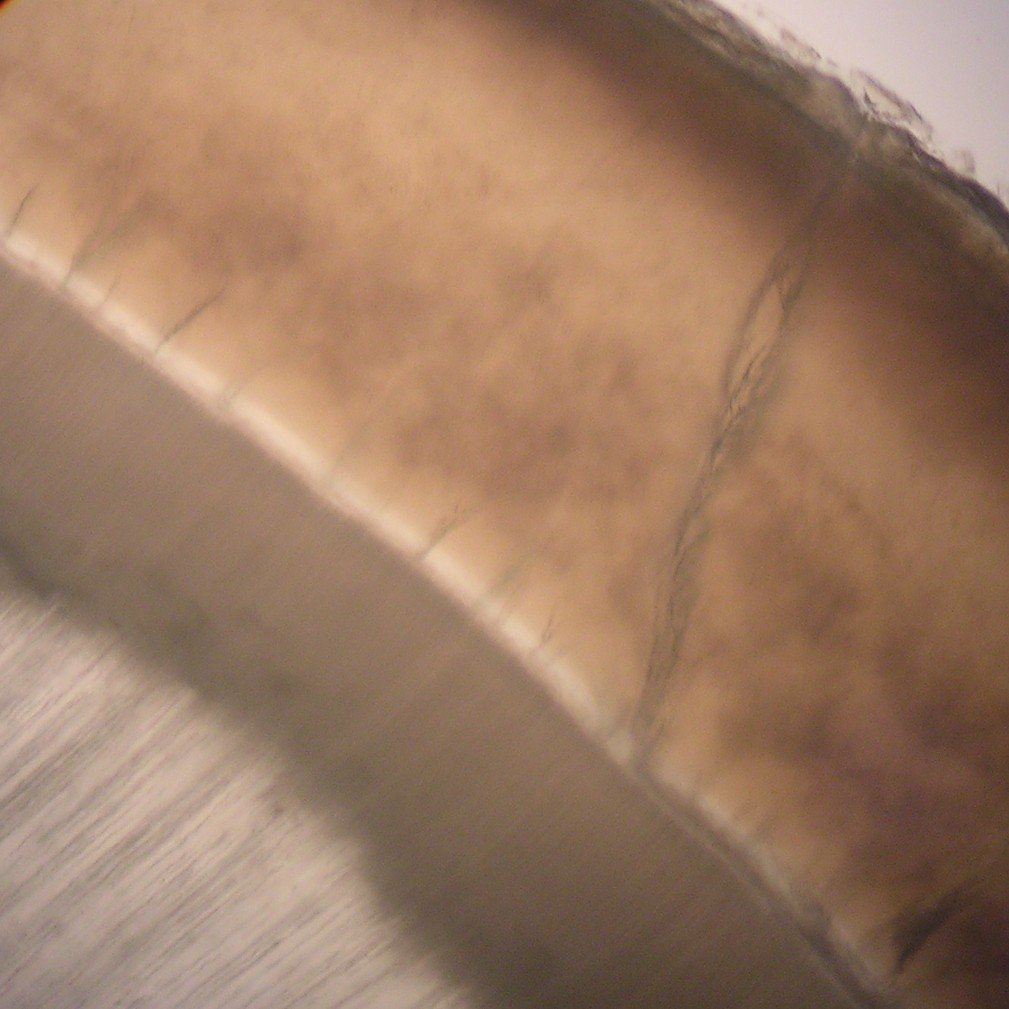
ریز نگاری از لایه مینا
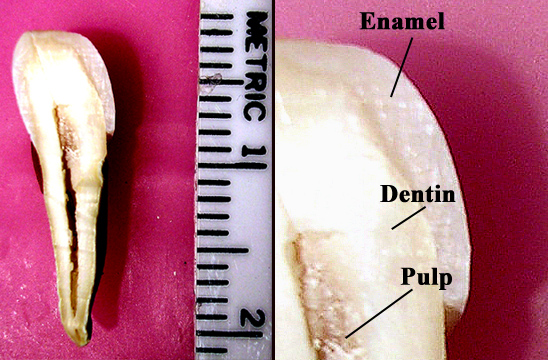
بخش‌های دندان
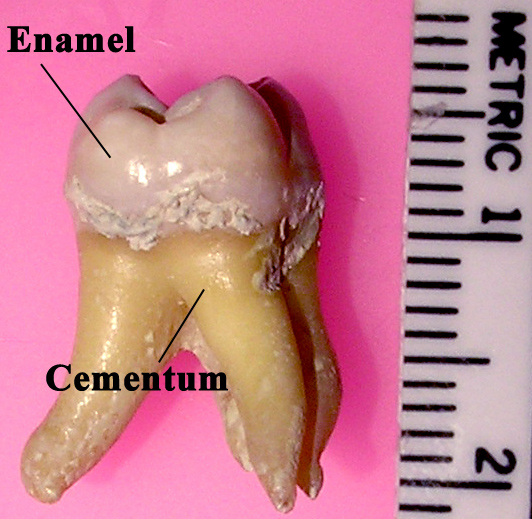
نشان‌دهندۀ مینا و سمنتوم دندان

### قسمت‌های مختلفدندان

#### تاج دندان
- مینا
- عاج
- پالپ
- لثه

#### ریشه دندان
- سمنتوم
- استخوان

- آمالگام دندانی